# 이노우에 미키
이노우에 미키(井上 美紀, 1967년 12월 8일 ~ )는 일본의 여성 성우이다. 아오니 프로덕션 소속. 와카야마현 와카야마시 출신으로, 간사이 외국어대학 영미어학과를 졸업했다. 세이지 학원 오사카교 6기생.

## 출연작품

### TV 애니메이션
1997년
- 용자왕 가오가이가 (히라타 아키코)

2003년
- 에어 마스터 (타키가와 유우)
- 건퍼레이드 마치 ~새로운 행군가~ (요시노 하루카)

2005년
- SHUFFLE! (마유미=타임)

2007년
- 러키☆스타 (사쿠라바 히카루)
- SHUFFLE! Memories (마유미=타임)

### 게임
1996년
- 이터널 멜로디 (아이리스 밀)

2002년
- 그것은 흩날리는 벚꽃처럼 (세리자와 카구라, 사에키 카즈미) : 井原早紀 명의

2003년
- 마브러브 18금판 (진구지 마리모) : 南綾香 명의

2004년
- SHUFFLE! (마유미=타임) : 카토리 나스미 명의

2005년
- Tick! Tack! (마유미=타임) : 카토리 나스미 명의
- SHUFFLE! on the Stage (마유미=타임)

2006년
- 마브러브 올터네이티브 18금판 (진구지 마리모) : 南綾香 명의
- 마브러브 ALTERED FABLE (진구지 마리모) : 南綾香 명의
- 마브러브 전연령판 (진구지 마리모)
- 마브러브 올터네이티브 전연령판 (진구지 마리모)
- Really? Really! (마유미=타임) : 카토리 나스미 명의
- 에델 와이스 (오오조라 하루카)

2008년
- 러키☆스타 ~료오학원 앵등제~ (사쿠라바 히카루)
- 리아리아DS (마유미=타임)

2009년
- SHUFFLE! Essence+ (마유미=타임) : 카토리 나스미 명의